# Anna Ristjouw
Anna Maria Ristjouw (Amsterdam, 14 maart 1884 – Den Haag, 10 december 1975) was een Nederlands sopraan.
Ze was dochter van houtdraaier Johannes Franciscus Ristjouw en Johanna Kiefer. Ze huwde in 1912 met haar muziekonderwijzer Hendrik Willem Carel van Beek. Dochter Willy van Beek (Wilhelmina Sophia Frederica van Beek, Amsterdam, 30 december 1919 - Den Haag, 8 maart 1998) werd ook sopraan, ze trouwde na een echtscheiding in 1951 met kunstschilder en tekenleraar Freerk Los (1917-1992).
Anna Ristjouw, toen nog Annie Ristjouw, kreeg haar opleiding in haar geboortestad onder meer van Anton Averkamp en haar latere man, die ook pianist en koordirigent was. Ze trad voornamelijk op als concertzangeres, maar werd daarna zang- en stempedagoog. Ze zong binnen heel Nederland met af en toe een uitstap naar Antwerpen. In 1912 stond ze op het podium van het Paleis voor Volksvlijt.
Het archief van Van Beek, Ristjouw en Los bevindt zich in het Gemeentearchief van Den Haag.